# 国道55号 (フィンランド)

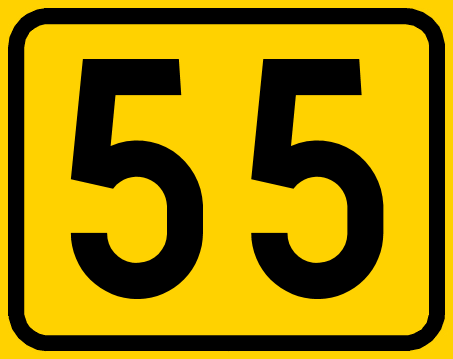
高速道路の道路番号

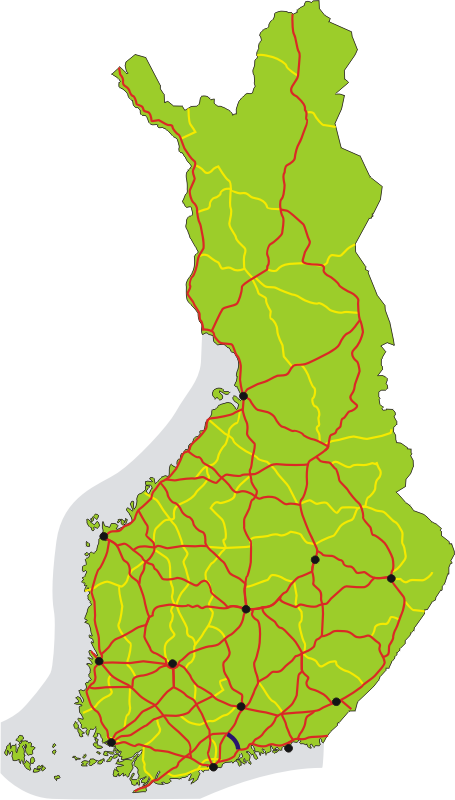
南岸部中央付近から北北西に延びる濃い青の線が国道55号。

国道55号（フィンランド語: Kantatie 55; スウェーデン語: Stamväg 55）は、フィンランドの道路で総延長は 33 km (21 mi)。マントサラとポルヴォーの間でアスコラを通る。マントサラから、道路はフィンランド国道25号線として西に続く。